# Crinodessus
Crinodessus là một chi bọ cánh cứng trong họ Dytiscidae.
Chi này được K.B.Miller miêu tả khoa học năm 1997.

## Các loài
Chi này gồm các loài:
- Crinodessus amyae K.B.Miller, 1997